# Луи VI де Роган-Гемене
Луи VI де Роган (фр. Louis VI de Rohan; 3 апреля 1540, замок Гемене (Гемне-сюр-Скорф) — 4 мая 1611), граф де Монбазон, принц де Гемене — французский аристократ.

## Биография
Сын Луи V де Рогана, сеньора де Гемене, и Маргерит де Лаваль, внук Ги XVI де Лаваля.
Барон де Мариньи и де Ланво, сеньор де Сент-Мор, Нуатр, Ла-Рошмуазан, Монтобан, и прочее.
В возрасте пяти лет потерял зрение в результате перенесенной оспы, «но природа компенсировала ему это самыми счастливыми способностями и самыми необыкновенными талантами».
В его пользу барония Монбазон в феврале 1547 была возведена в ранг графства жалованной грамотой Генриха II, данной в Фонтенбло. Это пожалование было зарегистрировано Парламентом 10 декабря 1549.
Карл IX дал Рогану ордонансовую роту из 50 тяжеловооруженных всадников, а в 1564 году пожаловал его в рыцари ордена короля. Жалованной грамотой, данной в Монсо в сентябре 1570 и зарегистрированной Реннским парламентом в 1571 году, владение Гемене было возведено в ранг княжества.
Генрих IV, ценивший принца де Гемене, назначил его в августе 1596 губернатором Энбона и Блаве, а 26 сентября 1604 назначил великим сенешалем Анжу и Ла-Флеши.
Луи VI де Роган был погребен в Кувре в церкви госпиталя Мон-де-Пьете, основанной им вместе со второй женой в 1601 году.

## Семья
1-я жена (22.07.1561): Леонор де Роган (1539—20.09.1583), дама де Жье и дю Верже, старшая дочь Франсуа де Рогана, сеньора дю Верже и де Жье, и Катрин де Сийи-Ларошгийон, графини де Рошфор
Дети:
- Луи VII (1562—1.11.1589), герцог де Монбазон. Жена (1581): Мадлен де Ленонкур (1576—1602), дочь Анри III де Ленонкура и Франсуазы де Лаваль
- Пьер (ум. 1622), принц де Гемене, великий сенешаль Анжу и Ла-Флеши. Жена 1): Мадлен де Рьё, дочь Ги де Рьё, сеньора де Шатонёфа, и Мадлен д'Эпине; 2): Антуанетта де Бретань д'Авогур (ум. 1681), дочь Шарля де Бретань д'Авогура, графа де Вертю и де Гоэлло, и Филиппы де Сент-Амадур, виконтессы де Гиньян
- Эркюль (27.08.1568—16.10.1654), герцог де Монбазон. Жена 1) (1594): Мадлен де Ленонкур (1576—1602), дочь Анри III де Ленонкура и Франсуазы де Лаваль; 2) (1628) Мари де Бретань д'Авогур (1610—1657), дочь Клода I де Бретань д'Авогура, графа де Вертю, и Катрин Фуке
- Александр (1578—1638), граф де Мариньи. Жена (1624): Люсетта Тарно, дочь Габриеля Тарно, президента Бордосского парламента
- Шарль (ум. ребенком)
- Филипп (ум. ребенком)
- Франсуа (ум. ребенком)
- Жак (ум. ребенком)
- Рене (1558—?). Муж (1578): Жан де Коэткан (ум. 1602), граф де Комбур
- Люкрес (1560—?). Муж (1574): Жак де Турнемин, маркиз де Коэтмёр (ум. 1584)
- Изабель (1561—?), дама де Конде-сюр-Нуаро и де Траси. Муж (1593): Никола де Пельве, граф де Флер
- Леонор, замужем не была
- Сильви (16.10.1570—17.10.1651). Муж 1) (23.01.1593): Франсуа д'Эпине (1568—1598), барон де Броон и дю Молле-Бакон; 2) (1602): Антуан II де Сийян (ум. 1641), барон де Крёйи
- Маргерит (1574 — ок. 1618). Муж 1) (1605): маркиз Шарль д'Эпине (ум. 1607); 2) (1612): виконт Леонар-Филибер де Помпадур (ум. 1634)

2-я жена (1.02.1586): Франсуаза де Лаваль (ум. 16.12.1615), дочь Рене де Лаваля, сеньора де Буа-Дофена, и Катрин де Баиф, вдова Анри III де Ленонкура, сеньора де Кувре. Брак бездетный